# One Love (Glay)
One Love è il settimo album in studio del gruppo rock giapponese Glay, pubblicato nel 2001.

## Tracce
1. All Standard Is You - 3:21
2. Wet Dream - 4:14
3. Shitto (Kurid/Phantom Mix) (嫉妬 (KURID/PHANTOM mix)?) - 3:36
4. Highway No.5 - 3:11
5. Fighting Spirit - 5:07
6. Hitohira no Jiyuu (Johnny the Peace Mix) (ひとひらの自由 (Johnny the peace mix)?) - 6:49
7. Think About My Daughter - 4:05
8. Viva Viva Viva - 4:28
9. Prize - 3:08
10. Mermaid - 4:10
11. Mister Popcorn - 3:14
12. Denki Iruka kimyou na Shikou (電気イルカ奇妙ナ嗜好?) - 2:34
13. Stay Tuned - 3:35
14. Kimi ga Mitsumeta Umi (君が見つめた海?) - 4:07
15. Muyuubyou (夢遊病?) - 3:38
16. Christmas Ring - 6:01
17. Global Communication - 4:13
18. One Love -All Standard Is You Reprise- - 2:58